# Maria Bartola
Maria Bartola foi uma mulher Asteca do século XVI e é referida como o primeiro historiador do México.
Moctezuma II, governante do Império Asteca, antes da chegada dos espanhóis conquistadores, tinha um irmão chamado Cuitláhuac. Quando Moctezuma II foi morto na luta contra a Hernán Cortés, Cuitláhuac, tornou-se o seu sucessor. Cuitláhuac morreu muito cedo em seu reinado. A sua filha Maria Bartola, assim batizado pelos espanhóis, viveu durante os períodos violentos do cerco espanhol da capital Asteca, a cidade de Tenochtitlán.
Através das suas próprias experiências de testemunhar este sítio, por vezes, de o campo de batalha propriamente dito, "ela começou a escrever uma história do seu tempo." Infelizmente a sua escrita não sobreviveu por causa de  os Espanhóis a terem queimado. É graças ao historiador Fernando de Alva Cortés Ixtlilxochitl que sabemos do seu trabalho e da sua existência.